# Kelebia
Kelebia is een plaats (község) en gemeente in het Hongaarse comitaat Bács-Kiskun. Kelebia telt 3019 inwoners (2002).
De plaats is feitelijk het noordelijke (Hongaarse) deel van het vroegere Kelebia, het zuidelijke deel heet nu Kelebija en behoort sinds 1920 tot de Servische provincie Vojvodina. Bij de plaats bevindt zich de grensovergang van het spoor tussen Hongarije en Servië.